# Potentilla millefolia
Potentilla millefolia es una especie de planta del género Potentilla, perteneciente a la familia Rosaceae.

## Taxonomía
Potentilla millefolia fue descrita por Per Axel Rydberg en 1896.

## Distribución
Se encuentra en el territorio de California, Nevada y Oregón.